# Jean-Jacques Allais
Jean-Jacques Allais est un footballeur français né le 17 janvier 1969 à Bolbec.

## Biographie
Il a été avant-centre à  l'US Valenciennes Anzin à partir de 1986. Il participe à la montée des Rouges et Blancs parmi l'élite en 1992. C'est d'ailleurs en 1992 que Jean-Jacques est sélectionné en Equipe de France des moins de 21 ans.
En mars 2002, il obtient le BEES 1er degré.
Prêté à l'USL Dunkerque la saison suivante, il part ensuite jouer au Chamois niortais FC.
Il termine sa carrière au Calais RUFC en 2001 où il se reconvertit comme Manager général du club, poste qu'il abandonne en août 2008. Il arrive ensuite à Arles Avignon en tant que responsable commercial, jusqu'en 2010. Il se reconvertit alors comme Responsable Expansion auprès du Groupe BLACHERE.

## Palmarès
- Vice-champion de France D2 en 1992 avec l'US Valenciennes Anzin